# Спрінгдейл (округ Ланкастер, Південна Кароліна)
Спрінгдейл (англ. Springdale) — переписна місцевість (CDP) в США, в окрузі Ланкастер штату Південна Кароліна. Населення — 2492 особи (2020).

## Географія
Спрінгдейл розташований за координатами 34°41′24″ пн. ш. 80°46′35″ зх. д. / 34.69000° пн. ш. 80.77639° зх. д. (34.690113, -80.776310).  За даними Бюро перепису населення США в 2010 році переписна місцевість мала площу 10,98 км², з яких 10,94 км² — суходіл та 0,04 км² — водойми.

## Демографія
Згідно з переписом 2010 року, у переписній місцевості мешкали 2574 особи в 972 домогосподарствах у складі 657 родин. Густота населення становила 234 особи/км².  Було 1142 помешкання (104/км²).
Расовий склад населення:
| - 62,5 % — білих - 27,7 % — чорних або афроамериканців - 0,4 % — корінних американців - 0,3 % — азіатів - 6,5 % — осіб інших рас |

До двох чи більше рас належало 2,6 %. Частка іспаномовних становила 10,0 % від усіх жителів.
За віковим діапазоном населення розподілялося таким чином: 26,1 % — особи молодші 18 років, 59,9 % — особи у віці 18—64 років, 14,0 % — особи у віці 65 років та старші. Медіана віку мешканця становила 34,6 року. На 100 осіб жіночої статі у переписній місцевості припадало 97,7 чоловіків;  на 100 жінок у віці від 18 років та старших — 91,9 чоловіків також старших 18 років.
Середній дохід на одне домашнє господарство  становив 37 279 доларів США (медіана — 31 389), а середній дохід на одну сім'ю — 43 021 долар (медіана — 40 815). Медіана доходів становила 26 195 доларів для чоловіків та 36 557 доларів для жінок. За межею бідності перебувало 23,2 % осіб, у тому числі 29,9 % дітей у віці до 18 років та 0,0 % осіб у віці 65 років та старших.
Цивільне працевлаштоване населення становило 995 осіб. Основні галузі зайнятості: виробництво — 25,3 %, роздрібна торгівля — 13,2 %, освіта, охорона здоров'я та соціальна допомога — 12,0 %.